# 大陸ネオファンタジー文庫
大陸ネオファンタジー文庫（たいりくネオファンタジーぶんこ、Tairiku Neo Fantasy Bunko）は、日本の出版社・大陸書房が1990年から1992年の倒産まで刊行していたファンタジー・ライトノベル系の文庫レーベル。刊行タイトルはオリジナルのファンタジー作品が中心だが、アニメの小説化作品等も少数ながら存在した。
1988年に相次いで創刊した富士見ファンタジア文庫（富士見書房）や角川スニーカー文庫（角川書店）に触発される形で創刊した。しかし、大陸書房とほぼ同時期に集英社や小学館などの大手も相次いで参入し過当競争状態となったことに加え、大陸書房自体の経営難が追い打ちをかけて低迷。結局、1992年に大陸書房が自己破産を申請したことでレーベルは自然消滅した。そのため、未完のまま打ち切られたシリーズ作品も何タイトルか存在するが「女戦士エフェラ&ジリオラ」シリーズ（ひかわ玲子）は講談社X文庫ホワイトハート、「八剣伝」（大野木寛）は小学館・スーパークエスト文庫において継続した。

## タイトル一覧
- アルテイシア史伝（みぶまさよし）
- 怒れる蛇の神殿 碧色夢幻紀行（鴉紋洋）
- 異郷から来た魔術（山田ミネコ）
- 女戦士エフェ&ジーラ（ひかわ玲子）
- お姫様は家出中（飯野文彦）
- 海神の寵児ディロン（新田一実）
- 機甲警察メタルジャック（川崎ヒロユキ）
- 邪竜幻紀（新田一実）
- 神剣伝説（大野香織子）
- 新世紀GPXサイバーフォーミュラ ブラックアスラーダ（大山歳郎）
- 青嵐王伝説（羅門祐人）
- 創世紀戦士L（レディ）・リィ（井内秀治）
- 空ゆく風のルカシュ（七条沙耶）
- 太陽の勇者ファイバード（平野靖士）
- 多元時空シリーズ（吉岡平）
- 超魔神伝説（荒川稔久）
- テリーナ姫の大冒険（飯野文彦）
- 天動説騎士団（山田ミネコ）
- 八剣伝（大野木寛）
- はるかなる旅路 宇宙船スロッピイ号の冒険（横田順彌）
- 緋王彷徨伝（はままさのり）
- 光の王子（山下定）
- 変化草子（伊吹巡）
  - 変化草子 - マンガ図書館Z（外部リンク）
- 宝剣物語（伊東麻紀） [注釈 1]
- 魔韻の書（竹内夏生）
- 満員怨霊 タロットカードは天使を招く（麻城ゆう）
- 未完の美獣士（飯野文彦）
- 夢幻の書 トワイライト・ラブ（渡辺由自）
- 紫の大陸ザーン（ひかわ玲子）